# Партія Чорних Пантер
Партія Чорних Пантер (англ. Black Panther Party), інколи згадується, як просто Чорні Пантери (англ. Black Panthers); на початку — Партія Самозахисту Чорних Пантер (англ. Black Panther Party for Self-Defense) — ліворадикальна афроамериканська соціалістична організація, що існувала у США з 15 жовтня 1966 до початку 1970-х років. Виступала за права афроамериканців, їх емансипацію, соціальні гарантії та проти расизму, в тому числі через озброєні патрулі самооборони. На початку 1970-х винищена ФБР та розпалась на кілька окремих рухів. Відомим членом Чорних пантер була мати Тупака Шакура — Афені Шакур.

## Виникнення
Партія чорних пантер виросла з ненасильницького руху за громадянські права чорношкірих американців на початку 1960-х років. Її засновниками були активісти правозахисного руху Г'юї Ньютон і Боббі Сіл. На початку організація стояла на принципах революційного руху та соціальної рівності висловлених, зокрема, Малколмом Ікс. Початки організації прослідковувалися ще з часу самоорганізації афро-американських виборців в Алабамі. На початку 1966 року партія з'явилася під назвою «Партія самозахисту Чорних Пантер».

### Десять пунктів
У жовтні 1966 року з'явилася програма партії з 10 пунктів:
1. Ми прагнемо свободи. Ми хочемо мати право самим визначати долю чорношкірої громади.
2. Ми прагнемо повної зайнятості для нашого народу.
3. Ми прагнемо припинити експлуатацію чорношкірої громади капіталістами.
4. Ми прагнемо забезпечити нашому народові гідне житло, придатне для проживання людей.
5. Ми хочемо забезпечити для нашого народу освіту, яка б уповні розкрила справжню природу занепадаючого американського суспільства. Ми хочемо щоб освіта вчила нас нашої справжньої історії і нашої ролі в сучасному суспільстві.
6. Ми виступаємо за те, щоб всі чорношкірі громадяни звільнялися від військової служби.
7. Ми прагнемо негайно покласти край жорстокості поліції та вбивству чорношкірих громадян.
8. Ми виступаємо за звільнення усіх чорношкірих в'язнів у в'язницях міста, округу, штату і федеральних установах.
9. Ми вимагаємо, щоб всі чорношкірі звинувачені мали право на розгляд своєї справи у судах громадянами рівними з ними соціального статусу, або з чорношкірих громад, так як це визначено у Конституції Сполучених Штатів.
10. Ми хочемо землі, хліба, житла, освіти, одягу, справедливості і миру.

### Твори членів партії
- Елдридж Клівер. Записки сина своєї землі (1966)
- Елдридж Клівер. Про ідеологію партії «Чорна пантера». Частина I (1969)
- Елдридж Клівер. Освіта та революція (1969)
- Елдридж Клівер. До народної армії! (1971)
- Елдридж Клівер. Про ідеолоґію люмпенів (1972)
- Г'ю Ньютон. Щодо панафриканізму та комунізму (1972)
- Г'ю Ньютон. Хто творить зовнішню політику США? (1974)
- Ассата Шакур. На що ти спроможна?

### Про партію
- Николай Сосновский. Desdemona must die! (1996)(рос.)
- Архів партії на Marxists.org(англ.)

| Прапор США | Це незавершена стаття про Сполучені Штати Америки. Ви можете допомогти проєкту, виправивши або дописавши її. |